# 圣若昂-达斯杜阿斯蓬蒂斯
圣若昂-达斯杜阿斯蓬蒂斯是巴西圣保罗州的一个市镇。总面积129.532平方公里，总人口2563人，人口密度19.8人/平方公里。